# Zurucuáin
Zurucuáin (Zurukuain en euskera y cooficialmente) es una localidad española del municipio de Valle de Yerri (Navarra). Contaba con 98 habitantes en 2017. En las cercanías, aunque perteneciente al concejo de Arizala, se encuentra el despoblado de Montalbán, junto con la ermita de San Martín de Montalbán, restaurada en 2012.

## Topónimo
Seguramente significa ‘lugar de una persona llamada Zuriko’, de un nombre de persona en euskera zuri ‘blanco’ y el sufijo -ain que indica ‘lugar de’.
En documentos antiguos se llama Cericoanh, Ciricoanh (1274-1280); Çuricayn (1268, NEN); Çuricoain, Çuricoien, Çuricoin, Çuricuynn, Curiquayn, Çuriquoayn, Zuriquan y Zuriquoayn.

## Demografía
| 2000 | 2001 | 2002 | 2003 | 2004 | 2005 | 2006 | 2007 |
| ---- | ---- | ---- | ---- | ---- | ---- | ---- | ---- |
| 84   | 81   | 91   | 96   | 97   | 99   | 100  | 95   |

## Historia
En 1802 su cosecha se calculaba en 2000 robos de cereal y 1400 cántaros de vino, además del cultivo de lino, cáñamo y legumbres, teniendo una población de 102 habitantes.

## Arte

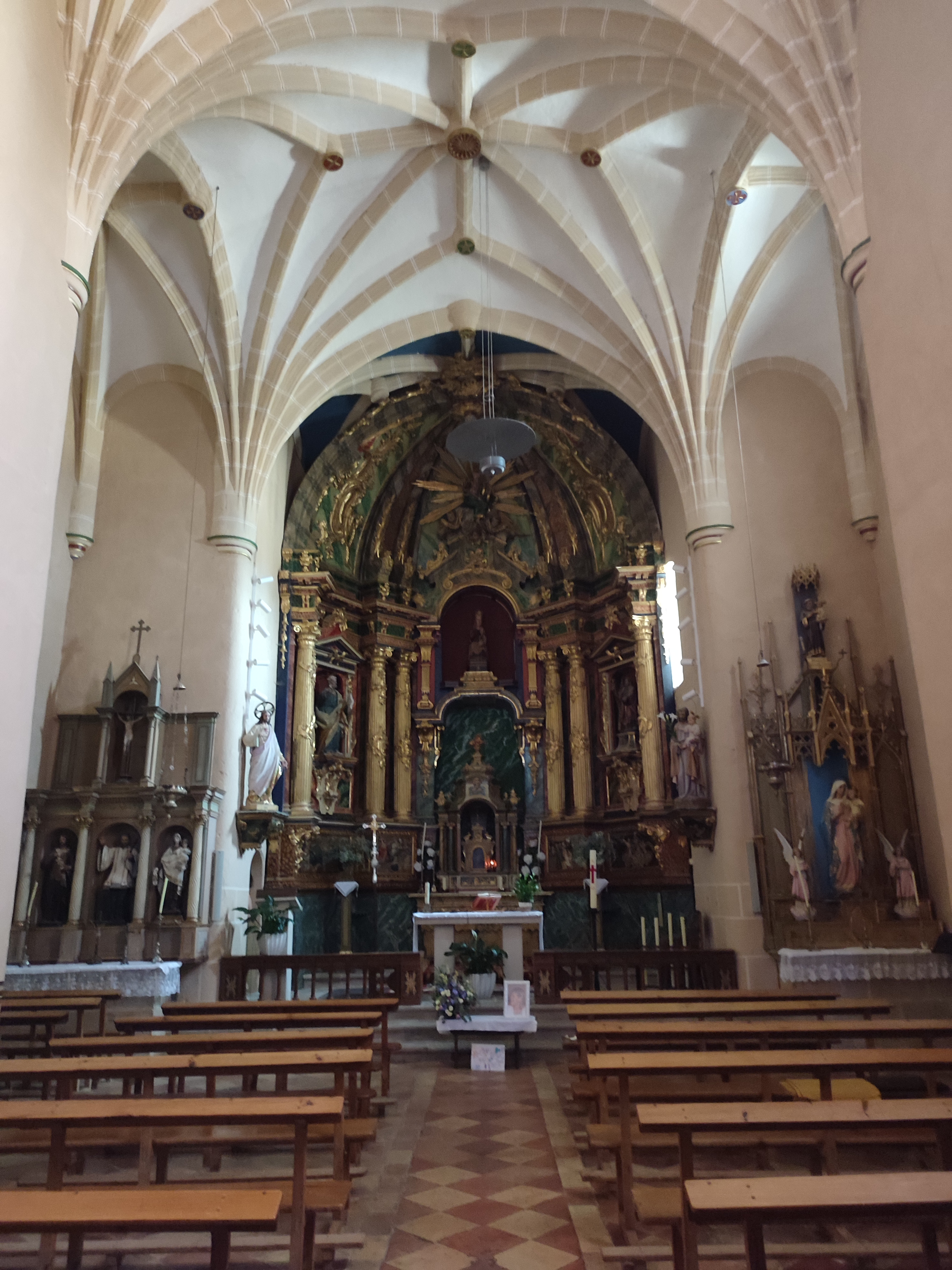
Retablo de la Iglesia de la Purificación

- Iglesia de la Purificación de Nuestra Señora, del siglo XIII con reformas del XVII.[1]
- Ermita de San Bartolomé, de camino a Murugarren.

## Personalidades
- Alan Pérez (1982-).
- Roberto Lezaun (1967-).
- Manolo Azcona (1952-2024)